# Coche
Coche is een eiland behorend tot Nueva Esparta, een deelstaat van Venezuela. Het ligt tien kilometer ten zuiden van het eiland Isla Margarita. Het eiland heeft een oppervlakte van 67 km² en heeft een inwoneraantal van ca. 5000. De hoofdstad is San Pedro de Coche, in de gemeente Villalba.
De hoofdinkomsten van het eiland zijn de visvangst, zoutwinning en het opkomende toerisme.
Het karige landschap bestaat uit distels, cactussen en droge vegetatie.
In het begin van de 16e eeuw kreeg het eiland de aandacht toen op het buureiland Cubagua de parelvoorraad slonk en men naar Coche uitweek.
Op de zeebodem van het eiland ligt de San Pedro de Alantara, een oorlogsschip van de Spaanse generaal Pablo Morillo, die hier aanlegde om tegen de Margaritanen te vechten en daarbij zijn schip verloor.
Op Coche wordt tevens elk jaar een kitesurfwedstrijd gehouden. De constante wind en het vlakke water zorgen voor de perfecte omstandigheden.